# 謝魯爾夫冰川
謝魯爾夫冰川（英語：Kjerulf Glacier），是南極洲的冰川，位於南喬治亞島南岸，全長13公里，流經蘇加托普山，最終注入紐瓦克灣，以挪威地質學家命名，現時由英國海外領土管轄。